# Robin Yount
Robin Yount (16 septembre 1955) est un joueur américain de baseball. Il joua toute sa carrière avec les Brewers de Milwaukee entre 1974 et 1993.
Il joua 2 856 parties et tient les records pour un joueur des Brewers en parties jouées, coups sûrs, doubles, triples, coups de circuit, points produits, buts-sur-balles et total de buts. Il détient le record de 251 circuits avec les Brewers jusqu'à ce que la marque soit battue en 2015 par Ryan Braun.
Avec 3 142 coups sûrs en carrière, Yount est en 2015 au 18e rang dans l'histoire des majeures.
Il joua sa première partie dans les ligues majeures quand il n'avait que 19 ans, et il était le joueur le plus jeune des majeures pendant deux saisons entières.
En 1982 il frappa ,379 de moyenne au bâton avec 29 coups de circuit, 210 coups sûrs et 114 points produits. Il fut élu le meilleur joueur de la Ligue nationale. Il répéta cette performance en 1989, gagnant le prix du joueur de l'année avec 195 coups sûrs, 21 coups de circuit et 103 points produits.
Il est élu en 1999 au Temple de la renommée du baseball.

## Statistiques
| Parties | AB    | H    | 2B  | 3B  | HR  | R    | RBI  | BB  | SO   | AVG   | OBP   | SLG   | OPS   |
| 2856    | 11008 | 3142 | 583 | 126 | 251 | 1632 | 1406 | 966 | 1350 | 0,285 | 0,342 | 0,430 | 0,772 |